# Gare de Fouday
Gare de Fouday – przystanek kolejowy w miejscowości Fouday, w departamencie Dolny Ren, w regionie Grand Est, we Francji. Jest zarządzany przez SNCF i obsługiwany przez pociągi TER Alsace.

## Położenie
Znajduje się na linii Strasburg – Saint-Dié, na km 49,677, między stacjami Rothau i Saint-Blaise-la-Roche –  Poutay, na wysokości 405 m n.p.m.

## Historia
Stację otwarto w 1889 przez Direction générale impériale des chemins de fer d’Alsace-Lorraine, kiedy otwarto odcinek linii Rothau do Saales.

## Linie kolejowe
- Strasburg – Saint-Dié